# 木原雅子
木原 雅子（きはら まさこ、1954年 - ）は、日本の社会疫学者。学位は、医学博士。京都大学大学院医学研究科准教授。

## 経歴
- 1954年、長崎県諫早市生まれ、長崎大学卒業
- 1979-1991年：島根医科大学（現在の島根大学医学部）、京都大学、米国のクリーブランドクリニック研究所において循環器疾患の基礎的研究に努める。
- 1992年：神奈川県立がんセンター臨床研究所において、発がんの分子疫学的研究に従事、肺癌の遺伝素因の研究で博士号を取得。
- 1994年：エイズの疫学研究に参加、行動疫学研究および社会疫学的見地から予防研究を担当。
- 2003年：京都大学大学院医学研究科助教授に就任。

## 活動
24万人の青少年を対象に調査を行い、本人の状態に合わせた効果的な教育方法の研究・開発を行っている。　現代社会に特徴的な利便性のために失われている人間関係の希薄さを回復することにより、万引き、いじめ、性問題などの青少年問題を改善するための予防的教育の開発・普及を全国に展開している。
京都大学大学院講師、国連合同エイズ共同センター長、日本感染症学会評議員、一般財団法人日本こども財団理事長
メディア出演： NHKスペシャル、「視点・論点、ラジオなど

## 所属
- 京都大学大学院医学研究科社会疫学分野准教授[2]
- 国連合同エイズ計画共同センター長
- 一般財団法人日本こども財団理事長

## 査読論文
- 現代社会と若者の性行動[1]
- 世界のエイズ最新事情と「複合予防」としてのWYSHプロジェクト[1]
- 社会と健康を科学するパブリックヘルス (2) ソシオ・エピデミオロジー（社会疫学）－その方法論的特徴と実践例について[1]
- Patterns of Drug Use and HIV-Related Risk Behaviors among Incarcerated People in a Prison in Iran [1]
- Prevalence of HIV/HCV/HBV infections and drug-related risk behaviours amongst IDUs recruited through peer-driven sampling in Iran [1]

など。

## 著書
- 『10代の性行動と日本社会―そしてWYSH教育の視点』 ISBN 4623045978
- 『Sex behavior of teenagers in contemporary Japan: The WYSH Project』